# Княжество Гьотинген
Княжеството Гьотинген (на немски: Fürstentum Göttingen) е било частично княжество на Херцогство Брауншвайг-Люнебург в днешната Провинция Долна Саксония.

## История
Създава се при една подялба на Княжество Брауншвайг през 1345 г. със столица Гьотинген и е управлявано от род Велфи. Първоначално територията е принадлежала на род Велфи от Херцогство Саксония.
През 1286 г. Албрехт II († 1318) получава Гьотинген и Хановер след подялбата на наследството между братята му Вилхелм I и Хайнрих I.
Първият княз през 1345 г. е Ернст I, син на Албрехт II. През 1463 г. със смъртта на Ото II Едноокия княжеството отива на Каленберг. През 1495 г. то е обединено с Княжество Каленберг.

## Списък на владетелите
- Ернст I, († 1367), княз 1345 – 1367, също херцог на Брауншвайг-Люнебург
- Ото I, († 1394), княз 1367 – 1394, също херцог на Брауншвайг-Люнебург
- Ото II Едноокия, († 1463), княз 1394 – 1435, също херцог на Брауншвайг-Люнебург